# أجه أوسلو
أجه أوسلو (بالتركية: Ece Uslu) (9 سبتمبر 1974 - )؛ وهي ممثلة تركية وهي واحدة من نجمات الصف الأول في تركيا 

## عنها
ولدت أجه أوسلو التي تعد واحدة من نجمات الصف الأول في تركيا في 9 سبتمبر 1974، وهي من مواليد مدينة أزمير، تركيا. في عامها الثاني فازت بالمركز الثاني في مسابقه خاصة لملكة جمال الأطفال والتي نظمتها جريدة حريات. خلال دراستها عملت كممثلة لمدة عام في مسرح فرحان شينسوي الشهير ودخلت المسرح الدولي في ازمير قسم الباليه والموسيقى لكن لم تكمل دراستها هناك ثم استمرت في دراسة المسرح في معهد شاهقة تكاند. سنة 1988 بعد انفصال والديها انتقلت مع والدتها للعيش في أسطنبول عملت في عدة مسارح وبجانب احترافها التمثيل أصبحت نجمة اعلانات لوكالة باشاك جيورسوي لمدة خمس سنوات وبسبب جمالها وجمال قوامها دخلت مجال عرض الأزياء وأصبحت من أشهر عارضات الأزياء في ذلك الوقت. على الرغم من صغر سنها شاركت أجه بعدد كبير من الأعمال وأصبحت نجمة مسرح وسينما وتلفزيون كان أول لقاء لها مع الجمهور على شاشة التلفزيون سنة 1989 في مسلسل İz Peşinde وبعدها قامت بالعديد من الأعمال التلفزيونية والسينمائية وسنة 1993 شاركت بفيلم yalancı إلى جانب محمد اصلان توغ كان العمل نقطة تحول في مسيرتها الفنية سنة 1993 شاركت ببطولة فيلم Kıvılcım بدور دويغو اما سنة 1996 شاركت في بطولة مسلسل Kara Melek إلى جانب الممثلة سينيم تشيليك والممثل القدير مصطفى الابورا حقق المسلسل نجاح هائل وشعبية كبيرة أستمر العمل لأربعة مواسم ومازال لهذا اليوم أحد أشهر المسلسلات التي عرضت وأكثرها نجاحاً سنة 2002 تصدرت أجه قائمة نجمات تركيا وأصبحت اكثرهن شعبية بعد النجاح الهائل الذي حققتهُ في المسلسل التركي الشهير Zerda والذي شاركها بالبطولة كل من يافوز بينغول وهاليت ارغينش وهو واحد من انجح وأقوى الأعمال في مسيرتها الفنية وسنة 2004 شاركت ببطولة فيلم الرعب الشهير Büyü والذي يعد ثالث أكثر فيلم رعب تركي نجاحاً ومشاهدة في تاريخ السينما التركية استمرت أجه بتقديم العديد من الأعمال الناجحة. اشتهرت أجه أوسلو لأول مرة في الوطن العربي بدور ليلى في المسلسل الشهير لحظة وداع والذي حقق نجاح كبير في تركيا وخارجها وكان من اوائل المسلسلات التي دخلت الوطن العربي بعد ذلك عادت بشخصية سونيا في المسلسل البوليسي اين ابنتي وسنة 2013 شاركت ببطولة مسلسل Karagül المعروف بالوطن العربي بأسم ورد وشوك أو الوردة السوداء وهو واحد من انجح المسلسلات التركية في السنوات الأخيرة والذي تم بيعهُ إلى 100 دولة والحاصل على جائزة الصدارة لسنة 2015 في المركز الثاني وحقق المسلسل شعبية كبيرة في تركيا وخارجها استمر العمل لأربعة مواسم اما اخر اعمالها كان مسلسل تحمل ياقلبي سنة 2017. خلال مسيرتها حصلت وترشحت للعديد من الجوائز خاصةً في مجال السينما والمسرح. وصل عدد الأعمال في مسيرتها إلى أكثر من 50 عمل.

## روابط خارجية
- أجه أوسلو على موقع IMDb (الإنجليزية)
- أجه أوسلو على موقع روتن توميتوز (الإنجليزية)